# Trochosa sanlorenziana
Trochosa sanlorenziana este o specie de păianjeni din genul Trochosa, familia Lycosidae. A fost descrisă pentru prima dată de Alexander Petrunkevitch în anul 1925.
Este endemică în Panama. Conform Catalogue of Life specia Trochosa sanlorenziana nu are subspecii cunoscute.